# Rannamõisa
Rannamõisa is een plaats in de Estlandse gemeente Harku, provincie Harjumaa. De plaats heeft de status van dorp (Estisch: küla).
De plaats ligt aan de Baai van Kakumäe, een onderdeel van de Baai van Tallinn.

## Bevolking
Het dorp had 700 inwoners op 31 december 2011 en 847 inwoners op 31 december 2021.